# Résolution 1662 du Conseil de sécurité des Nations unies
Membres permanents
- Chine
- États-Unis
- France
- Royaume-Uni
- Russie

Membres non permanents
- Argentine
- Congo
- Danemark
- Ghana
- Grèce
- Japon
- Pérou
- Qatar
- Slovaquie
- Tanzanie

Résolution no 1661 Résolution no 1663
La résolution 1662 du Conseil de sécurité des Nations unies fut adoptée à l'unanimité le 23 mars 2006. Après avoir réaffirmé toutes les résolutions sur la situation en Afghanistan, y compris les résolutions 1589 (de 2005) et 1659 (en) (de 2006), le Conseil a prorogé le mandat de la Mission d'assistance des Nations unies en Afghanistan (MANUA) pour une période supplémentaire de douze mois.

## Résolution

### Observations
Le Conseil de sécurité a réaffirmé son attachement à la souveraineté, à l'intégrité territoriale, à l'indépendance et à l'unité de l'Afghanistan et s'est félicité de la mise en œuvre du "Pacte pour l'Afghanistan". Il a offert son soutien au pays concernant l'achèvement du processus de Bonn et s'est félicité des élections tenues en septembre 2005.
Dans le même temps, la résolution reconnaissait la nature interdépendante des problèmes en Afghanistan et soulignait les progrès en matière de sécurité, de gouvernance et de développement. Le Conseil a également rappelé l'importance de lutter contre les stupéfiants et les menaces terroristes posées par les Taliban, Al-Qaïda et d'autres groupes.
Le préambule de la résolution exprimait la préoccupation face aux menaces posées par les activités extrémistes. Le Conseil a également réaffirmé le rôle des Nations unies en Afghanistan et son soutien à la Déclaration de Kaboul de 2002 sur les relations de bon voisinage.

### Contenu
Le Conseil de sécurité a renouvelé le mandat de la MANUA pour une période supplémentaire de douze mois à compter de la date d’adoption de la résolution actuelle. Les autorités afghanes et la communauté internationale ont été instamment priées de mettre pleinement en œuvre le "Pacte pour l'Afghanistan" et de respecter les objectifs.
La résolution saluait les progrès accomplis en ce qui concerne la police afghane et l'armée afghane, la mise en place d'un nouveau parlement afghan, les progrès du programme de désarmement, de démobilisation et de réintégration et les nouvelles stratégies relatives à la réforme de la justice et au contrôle des drogues en rapport avec l'opium.
Le Conseil de sécurité a appelé au respect des droits de l'homme et du droit international humanitaire dans tout l'Afghanistan, appelant la MANUA et le Haut Commissariat des Nations unies pour les réfugiés (HCR) à aider à la mise en œuvre des aspects relatifs aux droits de l'homme de la constitution afghane.
En outre, l'Afghanistan a été invité à coopérer avec la MANUA au cours de son mandat, en garantissant sa sécurité et sa liberté de mouvement. La Force internationale d'assistance et de sécurité (FIAS), y compris l’opération Enduring Freedom, a été invitée à faire face à la menace de terrorisme et d’extrémisme posée par Al-Qaïda, les talibans et d’autres groupes dans le pays. Dans le même temps, la promotion de mesures de confiance a été instamment demandée entre l'Afghanistan et les pays voisins.
Enfin, le Secrétaire général Kofi Annan a été chargé de faire un rapport tous les six mois sur la situation en Afghanistan.